# 帕克斯 (阿肯色州)
帕克斯（英語：Parks）是位於美國阿肯色州斯科特縣的一個非建制地區。該地的面積和人口皆未知。

## 地理
帕克斯的座標為34°48′07″N 93°57′39″W / 34.80194°N 93.96083°W，而該地的平均海拔高度為197米（即646英尺）。